# Lewis Buxton
Lewis Buxton, född 10 december 1983, är en engelsk fotbollsspelare. Buxton är en försvarare; han spelar för det mesta som högerback, men han har även prövats som vänsterback.